# جون هيكس آدامز
جون هيكس آدامز (بالإنجليزية: John Hicks Adams)‏ هو شريف أمريكي، ولد في 1830، وتوفي في 1878.